# Cathkin Park (1884–1967)
Het Cathkin Park (aanvankelijk ook New Cathkin Park) is een multifunctioneel stadion in Glasgow, een stad in Schotland. 

## Historie
In 1884 verhuisde voetbalclub Queen's Park FC van het oude Hampden Park naar dit nieuwe stadion dat tussen 1884 en 1903 ook Hampden Park, of Tweede Hampden Park, werd genoemd. In 1903 verhuisde de club echter naar het nieuwe Hampden Park en ging de voetbalclub Third Lanark AC in dit stadion spelen. De naam van het stadion ging vanaf dat moment Cathkin Park heten.
De laatste wedstrijd werd gespeeld op 25 april 1967, daarna ging Third Lanark AC snel failliet en vertrok de club uit het stadion. Het stadion raakte in verval en delen ervan zijn afgebroken.

## Interlands
| Voetbalinterlands | Voetbalinterlands | Voetbalinterlands    | Voetbalinterlands | Voetbalinterlands    | Voetbalinterlands |
| №                 | Datum             | Wedstrijd            | Uitslag           | Competitie           | Toeschouwers      |
| ----------------- | ----------------- | -------------------- | ----------------- | -------------------- | ----------------- |
| 1                 | 14 maart 1885     | Schotland – Ierland  | 8–2               | British Championship | 6.000             |
| 2                 | 27 maart 1886     | Schotland – Engeland | 1–1               | British Championship | 11.000            |
| 3                 | 10 april 1886     | Schotland – Wales    | 4–1               | British Championship | 5.500             |
| 4                 | 19 februari 1887  | Schotland – Ierland  | 4–1               | British Championship | 1.000             |
| 5                 | 17 maart 1888     | Schotland – Engeland | 0–5               | British Championship | 10.000            |
| 6                 | 5 april 1890      | Schotland – Engeland | 1–1               | British Championship | 26.379            |